# Franz Freiherr von Pflacher
Freiherr Franz von Pflacher (Passavia, 12 ottobre 1745 – Praga, 5 novembre 1815) è stato un militare austriaco. Fu attivo durante le guerre rivoluzionarie francesi e le guerre napoleoniche.

## Biografia
Nacque a Passavia in Baviera il 12 ottobre 1745, figlio di un maggiore dell'esercito. Arruolatosi il 30 settembre 1761, fu mobilitato il 28 gennaio 1767 come alfiere del 3° reggimento di fanteria Karl Alexander Herzog von Lothringen. La sua carriera procedette a ritmo stabile per tutta la seconda metà del Settecento: divenne sottotenente nel 1774, tenente nel 1782 e tenente capitano nel 1788.  Fu trasferito nel 54° reggimento di fanteria Callenberg il 1° settembre 1789 dove ottenne il grado di capitano nel 1790. Entrambi i reggimenti presero parte alla guerra austro-turca.
Allo scoppio della guerra della Prima coalizione combatté nelle Fiandre tra il 1793 e il 1795, prendendo parte alla battaglia di Tournai e negli assedi di Valenciennes e di Landrecies. Il suo reggimento venne poi spostato sul fronte del Reno, dove prese parte alle battaglie di Würzburg e di Neresheim. Venne poi trasferito sul fronte italiano nel 1797, seguendo l'arciduca Carlo: gli uomini del suo reggimento furono responsabili della difesa di Gradisca, assediata dai francesi. Surclassati dall'abilità strategica di Bonaparte, furono costretti a capitolare.
Promosso a maggiore nel 1797, partecipò alla guerra della Seconda coalizione, distinguendosi nel corso della battaglia di Frauenfeld, dove guidò un battaglione all'assalto di un ponte a Pfyn. Nel 1800 fu spostato prima nel 31° reggimento di fanteria Benjovszky come tenente colonnello ad agosto, salvo fare ritorno a dicembre nel 54° reggimento di fanteria Callenberg come colonnello.
Nella guerra della Terza coalizione, servì nuovamente in Italia. Nel 1808 divenne maggiore generale e l'anno seguente prende parte alla guerra della Quinta coalizione, combattendo sul fronte polacco a Raszyn. Nel 1812 ottenne la promozione a tenente feldmaresciallo. Nel 1813 fu inviato in Italia a rafforzare l'armata del generale von Hiller, alle prese con l'esercito di Eugenio di Beauharnais, trinceratosi sul fiume Adige. Nel 1814, sempre in Italia, ebbe un ruolo minore nel corso della battaglia del Mincio. Dopo la campagna, Pflacher giunse a Praga come comandante della città e della fortezza e vi morì il 5 novembre 1815.